# Pico Santuy
El pico Santuy o cerro de Calahorra es una montaña del Sistema Central español situada en el cordal central la sierra de Ayllón, en el término municipal de El Cardoso de la Sierra, al noroeste de la provincia de Guadalajara. En su falda sur se encuentran los pueblos de El Cardoso de la Sierra y de Bocígano y el Real Sitio de Santuy. 
Sus faldas llegan hacia el oeste hasta el río del Ermito, hacia el sur hasta el río Jarama, hacia el este hasta el río Berbellido y hacia el norte conecta con la loma del Agua Fría y el Cerrón. Del pico principal parten dos lomas subsidarias: hacia el suroeste y hasta el Jarama por el hayedo de Montejo, la llamada El Saltadero (1.753 m s. n. m.); hacia el sureste y hasta el río Berbellido, la loma de la Dehesa (1.629 m s. n. m.), de la cual sale otra loma subsidiaria que da lugar al cabeza del Burrial (1.513 m s. n. m.).
En sus faldas nacen varios arroyos que tras su corto recorrido hacia el sur van a desembocar en el Jarama y en el Berbellido.